# Bravos du Music-Hall
Bravos du Music-Hall is het vierde studioalbum van de Franse zanger Charles Aznavour.
De lp Bravos du Music-Hall verscheen in 1957 (Ducretet-Thomson). In 1996 werd een cd-versie uitgegeven door EMI.

## Tracklist
| 1.                 | Ay mourir pour toi              | 3:07 |
| 2.                 | Pour faire une jam              | 2:43 |
| 3.                 | Il y avait                      | 2:41 |
| 4.                 | À propos de pommier             | 3:12 |
| 5.                 | Merci mon Dieu                  | 2:45 |
| 6.                 | Sa jeunesse ... entre ses mains | 3:27 |
| 7.                 | L'amour a fait de moi           | 2:08 |
| 8.                 | Bal du Faubourg                 | 2:07 |
| 9.                 | Sur la table                    | 2:35 |
| 10.                | J'ai appris alors               | 1:56 |
| 11.                | De ville en ville               | 2:21 |
| 12.                | Je ne peux pas rentrer chez moi | 2:24 |
| 13.                | Je te donnerai                  | 2:28 |
| 14.                | Gosse de Paris                  | 2:18 |
| 15.                | J'en déduis que je t'aime       | 3:01 |
| 16.                | Mon amour protège-moi           | 2:46 |
| Totale duur: 41:59 |                                 |      |